# Zespół Pieśni i Tańca Młody Toruń

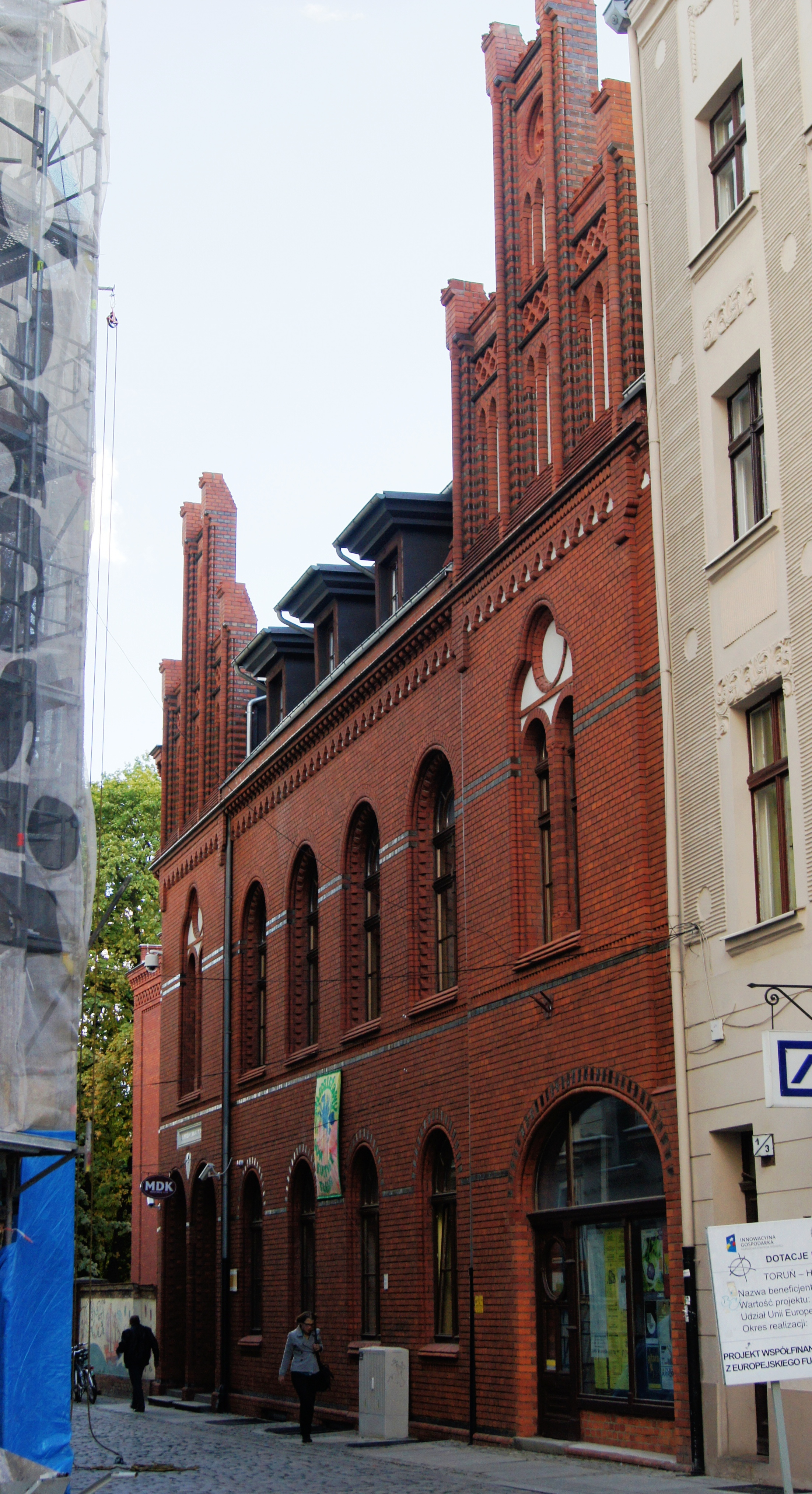
Młodzieżowy Dom Kultury, w którym ma siedzibę Zespół Pieśni i Tańca „Młody Toruń”

Zespół Pieśni i Tańca „Młody Toruń” – Zespół folklorystyczny z Torunia, założony 1 kwietnia 1964 roku przy Technikum Mechaniczno-Elektrycznym w Toruniu, gdy powołano tam Ośrodek Pracy Pozalekcyjnej. Siedziba zespołu mieści się w Młodzieżowym Domu Kultury w Toruniu.

## Historia
Historia zespołu sięga roku 1964, kiedy to 1 kwietnia przy Technikum Mechaniczno-Elektrycznym w Toruniu powołano Ośrodek Pracy Pozalekcyjnej. Jedną z form pracy ośrodka miał być zespół artystyczny, którego kierownictwo powierzono Benedyktowi Leszczyńskiemu – pedagogowi i aktywnemu działaczowi ruchu amatorskiego.
Już w kwietniu 1964 roku powołano do życia pierwszą sekcję zespołu – orkiestrę dętą. Potem powstał chór żeński, grupy taneczne, orkiestra estradowa i wyodrębniona z niej kapela ludowa, koło recytatorskie. 
Pierwszy koncert nowego, Międzyszkolnego Zespołu Artystycznego odbył się 15 marca 1965 roku na miejskiej akademii z okazji Dnia Kobiet. Ówczesny kronikarz napisał wtedy: „Pierwszy koncert bardzo przeżywaliśmy. Przygotowywaliśmy się też do niego solidnie. Występ podobał się bardzo. Przez pierwszą próbę – najtrudniejszą (...) przebrnęliśmy!” Po inauguracyjnym koncercie redaktor Krzysztof Pawłowski zaproponował na łamach Ilustrowanego Kuriera Polskiego nazwę „Młody Toruń”: „Nazwijmy ich „Młody Toruń” – bo to jest właśnie synonim tego, co sobą reprezentują: młodość, wesołość, piękno a równocześnie pracowitość, wytrwałość. Są tacy, jakimi chcieliby ich widzieć dorośli a zarazem wzbudzają podziw i zazdrość wśród rówieśników. Nie częste to zjawisko współdziałania tak wielu zalet...”.
Nazwa przyjęła się. Zespół, który dotychczas nosił nazwę „Międzyszkolny Zespół Artystyczny”, rozszerzył ją o drugi człon – „Młody Toruń”, który po krótkim czasie stał się powszechnie używaną nazwą zespołu. 
Poszczególne sekcje „Młodego Torunia” działały ze zmiennym szczęściem. Raz więcej młodzieży przyciągało muzykowanie, innym razem śpiewanie czy tańce ludowe. Zmieniał się także repertuar zespołu – zaczynano od melodii i piosenek popularnych, okazjonalnych, harcerskich przechodząc stopniowo do muzyki, pieśni i tańców ludowych.
Zmiany repertuarowe, które dokonały się na przestrzeni 45 lat były wynikiem przede wszystkim zmian kadrowych zespołu. Doskonała orkiestra dęta, której lata świetności przypadają na czas dyrygentury Ignacego Kramskiego, rozpadła się w 1979 roku po śmierci mistrza. Ówczesna kierowniczka zespołu, Sabina Leszczyńska, dokonywała wielu starań aby sekcję odrodzić, lecz ostatecznie orkiestra przestała istnieć w 1983 roku z powodu braku instruktora.
Nie istnieje obecnie również orkiestra estradowa. Bardzo zmieniony jest także chór, który z 60-osobowej grupy dziewcząt śpiewających w trójgłosie, poprzez chór mieszany, ewoluował do postaci 15 osobowej żeńskiej grupy wokalnej. Nie funkcjonuje także sekcja żywego słowa. Przestała ona istnieć wraz z odejściem instruktorki na emeryturę.
Nieprzerwanie i dynamicznie działała i pracuje obecnie sekcja tańca ludowego. Stało się tak zapewne dzięki systematycznej pracy Pani Anzelmy Zielińskiej, która od początku istnienia zespołu aż do czerwca 1997 roku prowadziła grupy taneczne, wychowując jednocześnie najpierw swoich asystentów, potem instruktorów nowych grup. Kapela ludowa, która wiele lat akompaniowała grupom tanecznym i wokalnym oraz opracowywała samodzielne punkty programów pod kierunkiem Aleksandra Mozola, funkcjonuje nieprzerwanie mimo zmian instruktorów.
Ponieważ od 1990 roku w „Młodym Toruniu” działają wyłącznie grupy zajmujące się folklorem, postanowiono zmienić pierwszy człon nazwy zespołu z „Międzyszkolny Zespół Artystyczny” na „Zespół Pieśni i Tańca”, który lepiej określa charakter zespołu.
Bogata i ciekawa jest historia „Młodego Torunia”, wypełniona przede wszystkim tysiącami systematycznie odbywanych prób, koncertami, obozami szkoleniowo-wypoczynkowymi, imprezami wewnątrzzespołowymi, uczestnictwem w przeglądach, konkursach, festiwalach o zasięgu regionalnym, ogólnopolskim i międzynarodowym.

## Zespół obecnie
Obecnie zespół składa się z czterech grup tanecznych, dwóch kapel oraz dwóch grup wokalnych. Na zajęcia uczęszcza ok. 130 osób w wieku od 7 do ponad 20 lat. Na program zespołu składają, się tańce, piosenki, zabawy z różnych regionów kraju, polskie tańce narodowe i obrzędy np. „Sobótki na Kujawach”.
Od 1994 roku ZPIT MT jest członkiem polskiej sekcji międzynarodowej rady stowarzyszeń folklorystrycznych, festiwali i sztuki ludowej CIOFF. Posiada aktualną weryfikację poziomu artystycznego przyznaną przez radę ekspertów CIOFF

## Wyjazdy zagraniczne
- Belgia – 2002,
- Bułgaria – 1966, 1969, 1982, 1985, 1997,
- Cypr – 2001, 2005,
- Czechosłowacja – 1974,
- Estonia – 1989, 1990, 1991,
- Francja – 2012,
- Hiszpania – 2007,
- Holandia – 1975, 1988, 1990,
- Irlandia – 2012,
- Jugosławia – 1981, 1983, 1988,
- Litwa – 1990, 2013
- Łotwa – 1990,
- Macedonia – 1993, 2013
- Niemcy – 1973, 1986, 1997,
- Serbia – 2008,
- Słowacja – 2004 (2x),
- Szwecja – 1984, 1985, 1986,
- Turcja – 2007,
- Ukraina – 1993, 2000,2004,
- USA – 1999,
- Węgry – 1967, 1973, 1974, 2001, 2009,
- Włochy – 1995, 2003,
- ZSRR – 1985, 1987

## Nagrody i wyróżnienia
- Zasłużony dla Województwa Toruńskiego[potrzebny przypis]
- Zasłużony dla miasta Torunia[potrzebny przypis]
- 2004 – Medal „Thorunium”[1]
- 2018 - I miejsce w swojej kategorii wiekowej na VIII Ogólnopolskim Festiwalu Zespołów Folklorystycznych „O kujawski wianek”[2]